# Ksar Tamnougalt
Ksar Tamnougalt (en arabe : قصر تامنوكالت) est un village fortifié dans la province de Zagora, région de Draa-Tafilalet au sud-est du Maroc .